# Перешин, Рудольф
Рудольф Перешин (хорв. Rudolf Perešin, 1958, Горня-Стубица, СР Хорватия — 1995, Стара Градишка, Хорватия) — лётчик Югославской народной армии (ЮНА), который в 1991 году в ходе разведывательного полёта сбежал на своём истребителе МиГ-21 с авиабазы Желява (СФРЮ) в Клагенфурт (Австрия) в ряды хорватской армии. Он был первым пилотом-дезертиром из ЮНА. Был сбит в 1995 году зенитной артиллерией вооружённых сил Республики Сербской, успел катапультироваться, но погиб при приземлении.

## Карьера

### Образование
В последнем классе восьмилетки Рудольф определяется с профессией пилота. Лётное училище заканчивает в Мостаре. Успешно проходит высокие медицинские и психофизические критерии отбора, а в 1977 году поступает в задарскую Военно-воздушную академию. В 1981 он в числе лучших выпускников академии получает звание лётчика-истребителя, золотые крылья пилота и своё первое офицерское звание. В том же году благодаря высоким профессиональным, медицинским и психофизическим качествам, а особенно благодаря высокой технике пилотажа он вошёл в группу из 19 пилотов, отобранных для переподготовки на сверхзвуковых самолётах МиГ-21, а впоследствии был определён на лётчика-разведчика.

### Дезертирство из ЮНА
В 1990 г., с началом эпохи Югославских войн, Перешин отказывается вступать в «Союз коммунистов Югославии — Движение за Югославию», планируя присоединиться к сторонникам независимости Хорватии.
Во время первого полёта, в ходе которого ему полагалось следить за выводом ЮНА из Словении, Перешин, пролетев планируемым маршрутом через Загреб и Любляну до Копра и обратно через Любляну, опустился до уровня земли и влетел в воздушное пространство Австрии примерно около Блайбурга. Сразу же после вхождения в австрийское воздушное пространство выпустил шасси и устремился к аэродрому близ Клагенфурта, где успешно посадил свой безоружный самолёт. Своим дезертирством Перешин нанёс серьёзный моральный и политический удар по армии и авиации Югославии, вызвав одновременно одобрение в среде сторонников хорватской независимости. Это произошло 25 октября 1991 года, когда и была сделана фотография с его самолётом МиГ-21 на аэродроме Клагенфурта. Через четыре дня Перешин вступил в ВВС Хорватии.
Самолёт, полетав некоторое время, остался на аэродроме Клагенфурта, а затем и в центре этого города. Не зная, что с ним делать, австрийцы, в конце концов, с помощью специалистов из бывшей ГДР разобрали его и хранили на танковой базе в Гроссмитель неподалёку от Винер-Нойштадта. Для выставки он однажды был вновь собран, о его дальнейшей судьбе ничего доподлинно не известно.

## Гибель
2 мая 1995 года, на второй день операции «Молния», самолёт Перешина, выполняя боевое задание сбросил несколько бомб на Стара-Градишку, контролируемую Республикой Сербской. В результате, по утверждению сербского историка и главы неправительственной организации «Веритас» Саво Штрбаца, были убиты двое детей, шести и девяти лет. По данным сербских военных историков Данко Бороевича и Бояна Димитриевича, бомбы на Градишку, упавшие близ городской больницы и убившие гражданских лиц, сбросили пилоты двух других самолётов ВВС Хорватии, атаковавшие город ранее. Это вынудило сербов задействовать ПВО. После сброса бомб в МиГ-21, управляемый Перишином, попала ракета ПЗРК армии боснийских сербов, в результате чего машина стала неуправляемой. По данным Бояна Димитриевича, Перишин катапультировался из машины над рекой Савой и утонул в ней, его тело было позднее обнаружено солдатами армии Республики Сербской. Его самолёт упал на хорватской территории и был найден 27 июня 1995 года . Два года спустя, 4 августа 1997 г., его останки были переданы его семье, а 15 сентября 1997 г. его с воинскими почестями похоронили на кладбище Мирогой.